# 宫河镇
宫河镇，是中华人民共和国甘肃省庆阳市正宁县下辖的一个乡镇级行政单位。

## 行政区划
宫河镇下辖以下地区：
北堡子村、南堡子村、东山头村、雷村、彭姚川村、王录村、南庄村、宫河村、东里村、西里村、代店村和长口子村。